# Severino Canavesi
Severino Canavesi (* 27. Januar 1911 in Gorla Maggiore; † 30. Januar 1990 ebenda) war ein italienischer Radrennfahrer und zweimaliger nationaler Meister im Radsport.

## Sportliche Laufbahn
Als Amateur gewann er 1929 die Coppa San Geo (eines der wichtigsten Amateurrennen in Italien). Canavesi war Berufsfahrer von 1931 bis 1948. Er begann seine Laufbahn im italienischen Team Gloria-Hutchinson. 1934 gewann er seinen ersten nationalen Titel, als er bei der italienischen Meisterschaft im Querfeldeinrennen siegte. 1945 wurde er dann Titelträger im Straßenrennen. Von den bekannten italienischen Rennen gewann er 1934 Tre Valli Varesine und 1941 die Coppa Bernocchi. Insgesamt verzeichnete er fünf Siege in seiner Laufbahn als Berufsfahrer. Beim Giro d’Italia war er neunmal am Start, kam fünfmal unter die besten Zehn des Klassements und war 1936 und 1938 jeweils Dritter der Rundfahrt. Auch bei klassischen Rennen wie der Lombardei-Rundfahrt und Mailand–San Remo konnte er als Dritter 1941 und als Fünfter 1946 gute Platzierungen erreichen.